# Oleg Makarov
Oleg Grigorjevič Makarov (rusky Макаров, Олег Григорьевич; 6. ledna 1933 obec Udomlja poblíž Moskvy, dnes Tverská oblast – 29. května 2003 v Moskvě) byl sovětský konstruktér a kosmonaut ruské národnosti. V kosmu byl třikrát, vždy jako palubní inženýr. V roce 1973 letěl do vesmíru v lodi Sojuz 12, v roce 1978 pracoval týden na orbitální stanici Saljut 6. Na Saljut 6 se vrátil ještě v roce 1980 při misi Sojuzu T-3.

## Život

### Mládí a výcvik
Otec byl důstojníkem a rodina, tedy Olegova matka, on sám i sestra cestovali podle míst otcova zařazení. Žili v Povolží, pak ve Ferganě, v Kalininské oblasti, v NDR. Musel měnit i základní školy a pak s otcovým souhlasem odjel sám studovat do Moskvy. Absolvoval Baumannovu vysokou technickou školu (1951–1957) a stal se konstruktérem komponentů kosmických lodí ve Výzkumné konstrukční kanceláři č.1 (OKB-1) vedené Koroljovem. Do týmu kosmonautů OKB-1 byl zařazen v roce 1966. Zpočátku do páté skupiny civilních specialistů, později byl členem skupiny pro plánované lety k Měsíci. Když tento program předčasně skončil, pokračoval v přípravě pro lety na Sojuzech.

### Lety do vesmíru
Poprvé vzlétl ve funkci palubního inženýra z Bajkonuru v kosmické lodi Sojuz 12 v září 1973, spolu s ním letěl Vasilij Lazarev. Prověřovali nové systémy lodi a na Zemi se vrátili po dvou dnech.
Poté byl jmenován do záložní posádky Sojuzu 17.
Znovu se Oleg Makarov pokusil odstartovat do vesmíru s Vasilijem Lazarevem 5. dubna 1975 na lodi Sojuz, později označené jako Sojuz 18-1. Druhý stupeň nosné rakety správně ukončil svou činnost, nepodařilo se jej však oddělit od zbývající části rakety a proto musel být let ve výšce 192 km přerušen. Kosmonauti se vrátili po strmé balistické dráze, při návratu dosáhlo přetížení hodnoty 20,6 G. Po 21 minutách a 27 sekundách od startu přistáli v pohoří Altaj u hranice s Čínskou lidovou republikou. Tento pokus nebyl uznán letem do vesmíru, kosmonauti neměli nárok na vyplacení obvyklého bonusu za provedený vesmírný let.
Druhý oficiální let proběhl v roce 1978 v kosmické lodi Sojuz 27. Makarov letěl spolu s Vladimirem Džanibekovem jako návštěvní posádka na orbitální stanici Saljut 6. Zde se se členy základní posádky Saljutu 6 Jurijem Romaněnkem a Georgijem Grečkem plnili zadané úkoly. Pro cestu zpět si vyměnili loď a vrátili se v Sojuzu 26 po 6 dnech.
Potřetí vzlétl z Bajkonuru v Sojuzu T-3 v roce 1980. Letěl spolu s Leonidem Kizimem a Gennadijem Strekalovem opět na orbitální stanici Saljut 6. Zkoušeli nový typ lodě a provedli opravy na Saljutu.
- Sojuz 12 (27. září 1973 – 29. září 1973)
- Sojuz 27, Saljut 6, Sojuz 26 (10. ledna 1978 – 16. ledna 1978)
- Sojuz T-3, Saljut 6 (27. listopadu 1980 – 10. prosince 1980)

### Po letech
Ve vesmíru strávil během tří letů celkem 20 dní. Měl s manželkou jedno dítě. V roce 1987 odešel z týmu kosmonautů zpět do firmy NPO Eněrgija. Zemřel ve svých 70 letech na infarkt myokardu.